# Camponotus ligniperda
Camponotus ligniperda es de las hormigas más grandes que hay en Europa y en la península ibérica. También se le llama "hormiga carpintera". La reina suele medir de 16 a 19 mm, el macho 8-12 mm y las obreras de 6 a 12 mm.

## Biología
Se suelen encontrar en los montes, y hace los nidos debajo de piedras, troncos de madera muertos, etc. No es una hormiga tóxica, pero muerde con mucha fuerza, no son violentas y son bastantes tranquilas, a no ser que se les moleste. Su periodo de actividad suele ser de abril hasta finales de septiembre, pudiendo llegar una colonia a los 10.000 individuos.
Viven de ordeñar pulgones de las plantas y de los insectos ya muertos como moscas, lepismas, tenebrios, grillos, etc.
Hibernan de octubre hasta marzo y con una temperatura entre 5 a 8 grados. Es una especie monogínica, lo que significa que solo hay una reina por colonia. Hilan sus capullos, utilizando a otras larvas como punto de apoyo. 
El vuelo nupcial de este tipo de hormigas ocurre entre mayo y junio por la tarde. Cuando una colonia esta bien madura, la reina pondrá unos huevos especiales (a la vista son iguales) los cuales se convertirán en princesas y machos, estos no son muy difíciles de distinguir, ya que la hembra es mucho más grande que el macho. 
Una vez estas reinas y machos están formados, abandonan el nido para aparearse con otras colonias, donde el macho una vez apareado morirá, o será pasto de algún ave. Las hembras caerán al suelo y se arrancarán las alas las cuales se comerán, con el fin de tener reservas proteínicas para anidar. La misma excavará un nido donde pondrá sus primeros huevos.
Necesitan aproximadamente  30 a 50 días para pasar de huevo a hormiga, y depende de la temperatura del ambiente que oscila  entre 18 °C y 28 °C., de huevo a larva 10-15 días, de larva a pupa 10-14 días y de pupa a hormiga 10-24 días.
Algunos de estos huevos se convertirán en las primeras hormigas que ayudarán a la reina, las nurses, más pequeñas que una obrera normal y con un ciclo de vida mucho menor. Los demás se convertirán en comida para la reina y sus larvas (huevos tróficos).
Cuando el número de hormigas aumenta y la reina se fortalece los nuevos huevos producirán hormigas de mayor tamaño hasta llegar a las mayors (obreras tan grandes como la reina) y finalmente al madurar la colonia producirá de nuevo machos y princesas que fundarán nuevas colonias.
Una vez que salen las larvas del huevo estas son alimentadas por sus hermanas hasta que alcanzan el tamaño suficiente para que empiecen a pupar. Las larvas producirán seda y formarán un capullo. Un mes y pico después (a 30 °C) sus hermanas las sacarán del capullo cuando estén listas para unirse a la colonia.